# Commission parlementaire antimafia
 (septembre 2021).
Le contenu est difficilement compréhensible vu les erreurs de traduction, qui sont peut-être dues à l'utilisation d'un logiciel de traduction automatique.
La Commission parlementaire antimafia est une commission bicamérale du Parlement de la République italienne, composée de membres de la Chambre des députés et du Sénat de la République. La Commission antimafia est une commission d'enquête dont l'activité était à l'origine centrée sur le « phénomène de la mafia ». Sa compétence a été élargie à l'ensemble de la « criminalité organisée de type mafieux », qui comprend d'autres organisations criminelles italiennes telles que la Camorra, la 'Ndrangheta et la Sacra Corona Unita.
Sa tâche est d'étudier le phénomène de la criminalité organisée sous toutes ses formes et d'évaluer la pertinence des mesures législatives et administratives existantes par rapport aux résultats obtenus. La Commission dispose de pouvoirs judiciaires et peut charger la police judiciaire à mener des enquêtes, demander des copies des procédures judiciaires et solliciter toute forme de collaboration qu'elle juge nécessaire. La Commission peut rendre compte au Parlement aussi souvent qu'elle le souhaite, au moins une fois par an.

## Histoire
La première proposition de constituer une commission d'enquête sur la Mafia est le résultat des luttes d'après-guerre pour la réforme agraire et la réaction violente contre les organisations paysannes et ses dirigeants aboutissant le 1er mai 1947, pendant les festivités de la Fête du travail à la mort de 11 personnes et 27 blessés graves à Portella della Ginestra en Sicile. L'attaque est attribuée au bandit et chef séparatiste Salvatore Giuliano. Néanmoins, la mafia est soupçonnée d'être impliquée dans le massacre de Portella della Ginestra et dans de nombreuses autres attaques.
Le 14 septembre 1948, une commission d'enquête parlementaire sur la situation de la sécurité publique sur la Sicile (Commissione parlamentare d'inchiesta sulla situazione dell'Ordine pubblico) est proposée par le député Giuseppe Berti (it) du Parti communiste italien (PCI) lors d'un débat sur la violence en Sicile. Cependant, la proposition est rejetée par le ministre de l'Intérieur, Mario Scelba, au milieu des voix indignées sur les préjugés contre la Sicile et les Siciliens,.Dix ans plus tard, en 1958, le sénateur Ferruccio Parri propose de nouveau la formation d'une Commission. En 1961, la proposition n'est toujours pas retenue par la majorité parlementaire. Le parti démocrate-chrétien et au Sénat les politiciens siciliens comme Bernardo Mattarella et Giovanni Gioia, les deux étant accusés plus tard de liens avec la mafia, rejettent la proposition, la jugeant inutile. Cependant, en mars 1962, au milieu de guerres de gangs à Palerme, l'Assemblée sicilienne demande une enquête officielle. Le 11 avril 1962, le Sénat de Rome approuve finalement le projet de loi, mais il faut huit mois avant que la Chambre des députés mette la loi au vote. La loi est finalement approuvée le 20 décembre 1962.

## Première Commission
La première commission d'enquête parlementaire sur le phénomène de la mafia en Sicile (en italien : Commissione parlamentare d'inchiesta sul fenomeno della mafia) est instaurée en février 1963, lors de la Première Guerre de la Mafia, sous la présidence de Paolo Rossi membre du Parti social-démocrate italien  (Partito Socialista Democratico Italiano, PSDI). Il a fallu beaucoup de temps pour former la commission car la presse et les parlementaires étaient opposés à la présence en son sein de siciliens. La commission a duré jusqu'aux élections générales du 28 avril 1963 soit moins de trois mois.
Le deuxième président de la nouvelle législature, le 5 juin 1963 est le démocrate-chrétien Donato Pafundi (it). Le 30 juin 1963, une voiture piégée explose à Ciaculli, un faubourg de Palerme, tuant sept policiers et officiers militaires envoyés désamorcer une bombe, à la suite d'un appel téléphonique anonyme. La bombe est conçue pour Salvatore « Ciaschiteddu » Greco, chef de la mafia de Ciaculli. L'attentat de Ciaculli change la donne et une « guerre contre la mafia » est lancée avec la mise en œuvre par l'État italien des premières mesures anti-mafia de l'après-guerre. Le 6 juillet 1963, la Commission Antimafia se réunit pour la première fois. Il faudra 13 ans et deux législatures pour qu'un rapport final soit finalement présenté en 1976.
Le PCI accuse le Parti démocrate (DC) d'avoir mis comme vice-présidents Antonio Gullotti et Giovanni Matta, un ancien membre du conseil municipal de Palerme, ceci afin de limiter l'étendue des enquêtes. L'arrivée de Matta en 1972 crée un scandale, car il est mentionné dans un rapport de la précédente législature comme étant convoqué à témoigner sur le rôle de la mafia dans la spéculation immobilière. Le PCI appelle à sa démission, finalement l'ensemble de la Commission sous la présidence de Luigi Carraro (it) doit démissionner et reformer une nouvelle commission sans Matta,

## La nouvelle législation
En septembre 1963, la Commission présente un projet de loi, adopté par le Parlement en mai 1965. La loi 575 institue les « Dispositions contre la mafia ». C'est la première fois que le mot mafia est utilisé dans les textes de la législation. La loi renforce la législation de 1956 concernant les personnes considérées comme « socialement dangereuses » à celles « soupçonnées d'appartenir à des associations de type mafieux ». Les mesures prévoient une surveillance particulière, la possibilité d'imposer à un suspect de résider dans un lieu en dehors de sa région d'origine et la suspension des permis émis publiquement, des subventions ou des autorisations. La loi donne des pouvoirs à un procureur ou questeur (chef de la police) pour identifier et tracer les actifs de toute personne suspectée d'implication dans une association de type mafieux.
Cependant, l'efficacité de la nouvelle loi est sévèrement limitée. Tout d'abord, parce qu'il n'y a pas de définition juridique d'« association mafieuse». Deuxièmement, parce que l'obligation pour les mafiosi de résider dans les zones en dehors de la Sicile leur ouvrent de nouvelles opportunités pour développer des activités illicites dans les villes du nord et du centre de l'Italie.

## Les rapports intérimaires
Francesco Cattanei (it) est le deuxième président de la Commission Antimafia. En 1966 Pafundi déclare : « Ces pièces sont comme un dépôt de bombes. Afin de nous donner la chance d'arriver à la racine même de la vérité, nous ne voulons pas les faire exploser trop tôt. Nous avons ici une charge de dynamite ». Cependant, «le magasin n'a jamais explosé », et en mars 1968, Pafundi résume les efforts de la Commission dans trois pages discrètes. Tous les documents sont enfermés. Le successeur de Pafundi, Francesco Cattanei reprend la Commission en 1968. C'est un démocrate-chrétien du nord de l'Italie et est déterminé à mener une enquête approfondie.
Cattanei se retrouve attaqué par ses collègues démocrates-chrétiens. Le journal officiel du parti, Il Popolo, écrit que la Commission est devenue un instrument des communistes et tout est tenté afin de ternir sa réputation. Cattanei, soutenu par la majorité de la Commission et de l'opinion publique résiste à la pression. En juillet 1971, la Commission publie un rapport intermédiaire avec des biographies de mafiosi importants tels que Tommaso Buscetta et résume les caractéristiques de la Mafia.
La Commission a examiné les activités de Luciano Leggio, l'administration de Palerme et les gros marchés de la ville, ainsi que les liens entre la mafia et le banditisme dans la période d'après-guerre. Dans son rapport de mars 1972, la Commission déclare dans son introduction : « D'une manière générale, des magistrats, des syndicalistes, des préfets, des journalistes et les autorités de police ont exprimé un jugement affirmatif sur l'existence de liens entre la mafia et les pouvoirs publics... certains syndicalistes ont même affirmé que le « mafioso est un homme du politique ». La principale conclusion de la Commission est que la mafia est puissante, car a pénétré dans la structure de l'État,.
La Commission est dissoute au terme de la législature. Dans la législature suivante, Cattanei est remplacé par Luigi Carraro (it), un démocrate-chrétien, plus sensible aux craintes du Parti démocrate-chrétien qui a fait l'objet d'attaques lors de la précédente législature.

## Des résultats décevants
En 1972, Cesare Terranova, précédemment procureur en chef d'enquête à Palerme qui avait préparé plusieurs procès contre la mafia dans les années 1960 et qui s'étaient achevés avec peu de condamnations, entre à la Commission. Élu par la Gauche indépendante sous les auspices du Parti communiste italien (PCI) il devient secrétaire de la Commission. Terranova, avec comme adjoint Pio La Torre écrit le rapport de la « minorité » de la Commission et souligne les liens entre la mafia et les politiciens de premier plan, en particulier de la démocratie chrétienne. Terranova exhorte ses collègues de la majorité à prendre leurs responsabilités.

Selon le rapport de la minorité : 

« ... Ce serait une grave erreur de la part de la Commission d'accepter la théorie que le lien mafia-politique est éliminé. Même aujourd'hui, le comportement du groupe DC au pouvoir dans la gestion de la ville et les conseils provinciaux offre le terrain le plus favorable pour la perpétuation du système de pouvoir Mafia »

.
Dans le rapport final de la première Commission, l'ancien maire de Palerme Salvo Lima est décrit comme l'un des piliers du pouvoir mafieux à Palerme. Mais cela n'a provoqué aucune conséquence formelle pour Lima.
En 1993, la quatrième Commission dirigée par Luciano Violante conclut qu'il existe de fortes indications qui prouvent les relations entre Lima et les membres de Cosa Nostra. Entre-temps, Lima est assassiné par la mafia. Dans ses conclusions, la Commission formule de nombreuses recommandations et conseils aux organismes, critiquant certaines autorités et condamnant les autres. Cependant, le gouvernement ne prend aucune disposition. Lorsque le rapport est publié, tout est fait pour brouiller le message pour en relativiser la valeur en le noyant dans une mer de calomnie.
Les rapports et la documentation de la Commission Antimafia sont ignorés. Terranova parle des « treize années perdues » de la Commission antimafia. En effet, le rapport final est publié dans les années 1970 à un moment où la question de la mafia est reléguée au second plan par la crise politique, connue comme les années de plomb (anni di Piombo), une période caractérisée par des conflits sociaux étendus et des actes terroristes attribués aux mouvements politiques d'extrême-droite et d'extrême-gauche ainsi qu'aux services secrets.

## Deuxième Commission
La deuxième Commission Antimafia est installée le 13 septembre 1982, au cours de la Deuxième guerre de la mafia, après le meurtre le 30 avril 1982 de l'ancien député et membre de la première Commission Antimafia, Pio La Torre  et le 3 septembre 1982 du préfet de Palerme, le général Carlo Alberto Dalla Chiesa. Le premier président est le sénateur démocrate-chrétien Nicola La Penta, qui a succédé à la députée communiste Abdon Alinovi (it).
La Commission n'a pas le pouvoir d'enquêter mais analyse la nouvelle loi antimafia (dite loi Rognoni-La Torre) et les performances des autorités étatiques et judiciaires. Alors que la Commission était encore en fonction, le Maxi-Procès de première instance contre la mafia a lieu à Palerme. La Commission analyse les nouveaux développements de Cosa Nostra après leur entrée dans le trafic de drogue. La Commission est dissoute à la fin de la législature en juillet 1987.

## Troisième Commission
La troisième Commission est installée en mars 1988 sous la présidence du sénateur communiste Gerardo Chiaromonte (it). Cette commission marque un changement dans les opérations : l'accent est mis à partir des analyses et des connaissances sur la mafia sur des propositions au niveau législatif et administratif. La Commission étudie les liens entre les quatre organisations de type mafieux et les liens entre la mafia et les loges maçonniques secrètes. Elle fait pression pour l'introduction de nouvelles lois comme la réforme de la loi Rognoni-La Torre avec l'extension des dispositions permettant la saisie et la confiscation d'actifs, applicables à d'autres formes d'association de malfaiteurs, y compris le trafic de drogue, l'extorsion et l'usure entre autres.
La troisième Commission décidé de rendre publique 2 750 fichiers sur les liens entre la mafia et les politiciens qui avaient été gardés secrets par la première Commission. Dans la perspective des élections générales du 5 avril 1992, en février, la Commission invite les partis politiques à appliquer un code d'autorégulation lors de la présentation des candidats, une mesure destinée à refléter les dispositions législatives pour les titulaires de charges publiques en 1990 : « personne ne peut se présenter aux élections en cas de procès en cours, s'il purge une peine criminelle, fait l'objet de mesures préventives ou est reconnu coupable, même temporairement, pour des crimes de corruption, association mafieuse ou autres ».
Une semaine avant l'élection, la Commission a indiqué que sur la base des informations reçues de deux tiers des préfectures du pays, 33 candidats se présentant aux prochaines élections étaient « non présentables », selon le code d'autorégulation.

## Quatrième Commission

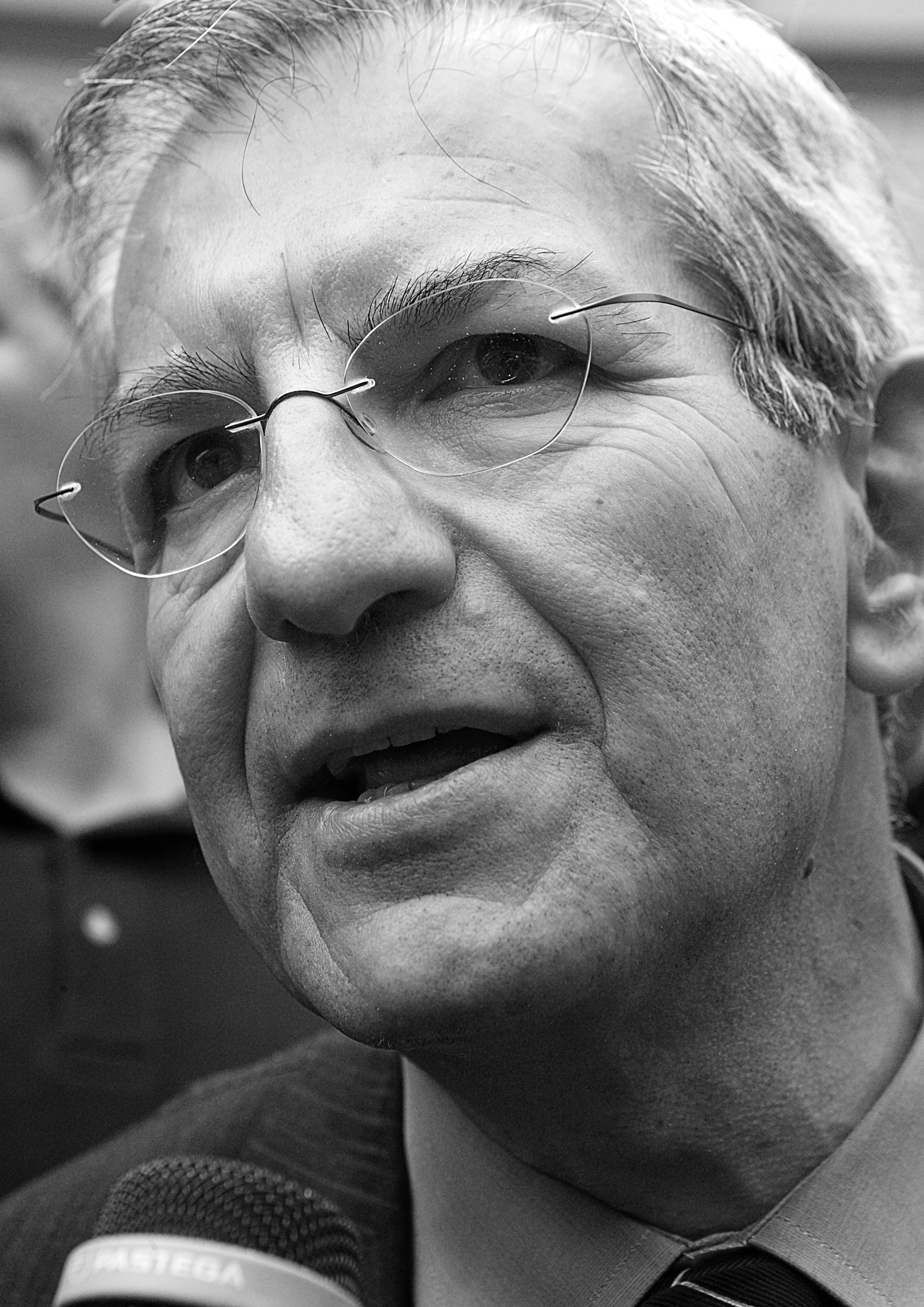
Luciano Violante

La quatrième Commission est installée le 8 juin 1992, après l'assassinat du juge Giovanni Falcone le 23 mai et est modifiée après l'assassinat le 19 juillet de son collègue Paolo Borsellino. Le 23 septembre, Luciano Violante du Parti démocratique de la gauche (Partito Democratico della Sinistra, PDS) est nommé président de la Commission. Sous la direction de Violante la Commission travaille pendant 17 mois, jusqu'à la dissolution du Parlement en février 1994. Elle fait 13 rapports, dont le plus important est celui du 6 avril 1993 sur les relations entre la mafia et la politique, le soi-disant « Terzo livello » (troisième niveau) de la Mafia.
La Commission a dû travailler dans l'un des moments les plus critiques de l'Italie contemporaine, quand la démocratie a été contestée par la mafia, et par Mani pulite une enquête sur la corruption du système politique. Malgré le caractère politique sensible des travaux de la Commission, la plus grande réussite de Violante est que les rapports les plus importants ont été soutenus par tous les grands partis en place aussi bien de la majorité (gouvernement) que de l'opposition.

D'importants repentis comme Tommaso Buscetta, Antonino Calderone, Leonardo Messina et Gaspare Mutolo ont donné leur témoignages. Il a constaté que Salvo Lima, un ancien démocrate-chrétien maire de Palerme assassiné en mars 1992, avait été lié à la mafia et que l'ancien Premier ministre Giulio Andreotti avait été contact politique de Lima à Rome. Le 16 novembre 1992 Tommaso Buscetta témoigne devant la Commission antimafia. 

« Salvo Lima était, en fait, l'homme politique à qui Cosa Nostra s'adressait le plus souvent pour résoudre les problèmes de l'organisation dont la solution se trouvait à Rome »

— Tommaso Buscetta.
D'autres témoins repentis ont confirmé que Lima avait été sommé de fixer l'appel du Maxi-Procès en première instance auprès de la Cour suprême d'Italie et avait été assassiné parce qu'il avait refusé de le faire.
Gaspare Mutolo a averti la Commission en février 1993 de la probabilité que d'autres attaques soient planifiées par les Corleonesi sur le continent,.
Le Sénat a autorisé à procéder à l'enquête criminelle de Giulio Andreotti le 10 juin 1993. Celui-ci a été jugé à Palerme le 2 mars 1995.

## Autres commissions
Après Violante, les autres présidents de la Commission sont :
- Tiziana Parenti (it), Forza Italia (1994-1996),
- Ottaviano Del Turco, Socialistes italiens démocratique (1996-1999),
- Giuseppe Lumia, gauche démocratique (2000-2001),
- Roberto Centaro (it), Forza Italia (2001-2006),
- Francesco Forgione, Refondation Parti communiste (2006-2008),
- Giuseppe Pisanu, Forza Italia-Peuple de la liberté (2008-2013).
- Rosy Bindi (2013-)

### Source de traduction
- (en) Cet article est partiellement ou en totalité issu de l’article de Wikipédia en anglais intitulé « Antimafia Commission » (voir la liste des auteurs)